# Lars Säfdahl
Lars Säfdahl (Säfwedahl, Sevedahl), född omkring 1700, död 1750 i Göteborg, var en svensk målarmästare och kyrkomålare.
Han var son till drälldragaren Jöns Larsson och Ella Andersdotter och från 1740 gift med Johanna Catharina Ruth. Säfdahl gick i målarlära för Alexander Fox i Göteborg arbetade han delvis utomlands som gesäll under 12 år. Han blev mästare vid Göteborgs Målareämbete 1730 efter att han visat upp målningen Jesu Christi inridande i Jerusalem och erhöll 1731 burskap som målare i Göteborg. Han målade korvalvet i Torsby kyrka 1735 med en framställning av then heliga Trefaldighet med den Procession som efter bibliska Historien bör följa han smyckade även långhusvalvet och läktarbröstet med hwarehanda föreställningar i oljemålning 1748. Alla dessa arbeten gick förlorade i och med att den gamla kyrkan revs på 1840-talet. Man två av läktarbröstets fält med figurmålning i skulpterad omramning sparades och även kyrkans gamla predikstol snidad av bildhuggaren Nils Les sparades.     